# ایلان‌داغ
ایلان‌داغ (به لاتین: İlandağ) یک کوه در جمهوری آذربایجان است که در شهرستان جلفا واقع شده است. ایلان‌داغ ۲٬۴۱۵ متر بالاتر از سطح دریاست.